# Scardon
Der Scardon ist ein kleiner Fluss in Frankreich im Département Somme in der Region Hauts-de-France. Er entspringt in der Gemeinde Saint-Riquier, fließt in generell südwestlicher Richtung durch den Regionalen Naturpark Baie de Somme Picardie Maritime und mündet nach einem Lauf von rund 12 Kilometer in Abbeville als linker Nebenfluss in die Somme. Das Tal des Scardon wird nordöstlich von Abbeville von der Autoroute A16 auf einer 1022 Meter langen Betonbrücke gequert.

## Orte am Fluss
Reihenfolge in Fließrichtung:
- Saint-Riquier
- Neufmoulin
- Caours
- Abbeville

## Hydrographie

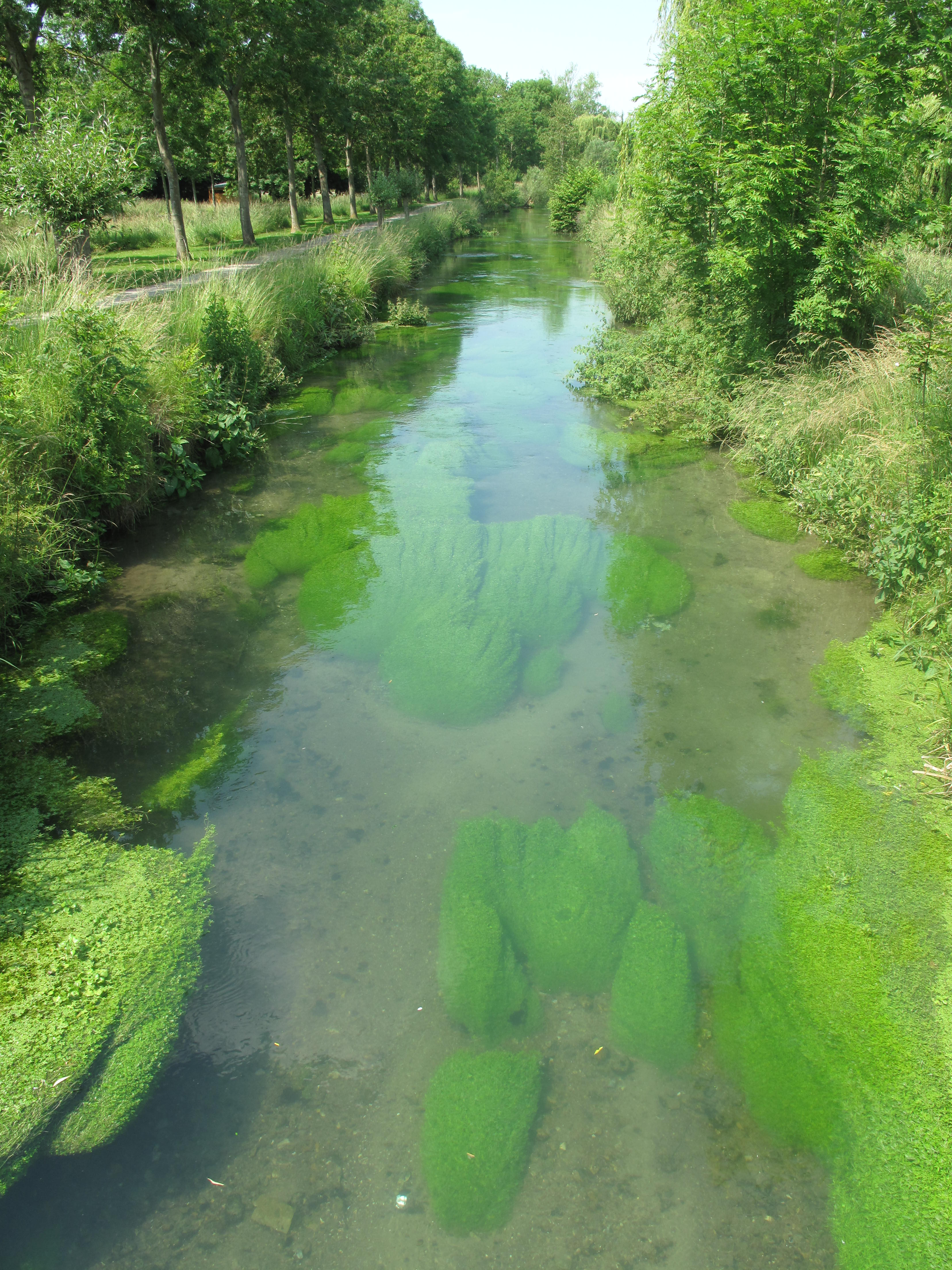
Der Novion in Abbeville

Der Scardon hat zwei kleine rechte Zuflüsse, nämlich den Drucat und den Novion.